# 豆球蛋白
豆球蛋白, 又被稱為「蔬菜酪蛋白」, 它是一種類似牛奶酪蛋白的蛋白質， 可從豆類、碗豆、扁豆、蠶豆屬和其他豆科種籽。它是一種球蛋白，且其結構上與11S球蛋白基因家族相似。

## 特性
德國農業化學家卡爾‧海因里希‧瑞特豪森從豌豆、蠶豆屬、扁豆和 field beans中發現豆球蛋白的各項元素比例含量如以下:  碳 51.48%; 氫 7.02%; 氮 16.77%; 和氧 24.32%。豆球蛋白具有水溶性，且可溶於弱酸和弱鹼; 且不會熱凝固。
豆球蛋白與哺乳動物母奶中所含的酪蛋白非常相似, 尤斯圖斯·馮·李比希及其他化學家認為它們根本是一模一樣， 因此稱之為「蔬菜酪蛋白」。 不過豆球蛋白相較於真的酪蛋白，碳含量較少，氫含量較多。一旦經過硫酸處理，豆球蛋白可分解出白胺酸、酪胺酸、谷胺酸以及天門冬胺酸。